# Луківка (заповідне урочище)
Лу́ківка — заповідне урочище місцевого значення в Україні. Розташоване в межах Заставнівського району Чернівецької області, на північ від села Чорнівка. 
Площа 15 га. Статус надано згідно з рішенням облвиконкому від 30.05.1979 року № 198. Перебуває у віданні ДП «Чернівецький лісгосп» (Чорнівське л-во, кв. 45, вид. 8). 
Статус надано для збереження корінних букових насаджень віком 100 років. Зростають види рослин, занесені до Червоної книги України,— беладонна лікарська та інші. 